# Deutsche Botschaft Libreville
Die Deutsche Botschaft Libreville ist die offizielle diplomatische Vertretung der Bundesrepublik Deutschland in der Gabunischen Republik. Der Leiter der Vertretung ist als Botschafter in São Tomé und Príncipe nebenakkreditiert und Ständiger Vertreter bei der Communauté Economique des Etats de l’Afrique Centrale (Zentralafrikanische Wirtschaftsgemeinschaft; CEEAC).

## Lage und Gebäude
Die Botschaft liegt unweit der Botschaft Frankreichs direkt an der Küste des Golfs von Guinea in der gabunischen Hauptstadt Libreville. Zum 10 km nördlich gelegenen internationalen Flughafen Libreville Léon M’ba dauert die Fahrt auf der Küstenstraße eine Viertelstunde. Die Botschaft ist 8 km vom Außenministerium entfernt. Die Straßenadresse der Botschaft Libreville lautet: Boulevard de l'Indépendance, Immeuble les Frangipaniers, Libreville.
Über die Nationalstraße 5 ist in 200 km Entfernung in nordöstlicher Richtung die Grenze zu Äquatorialguinea in knapp vier Stunden zu erreichen. Die Fahrt nach Norden fortsetzend gelangt man zur Grenze mit Kamerun, die 480 km von der Botschaft entfernt ist; die gesamte Fahrtzeit beträgt rund acht Stunden. In südlicher Richtung ist es möglich, die 530 km entfernte Grenze zur Republik Kongo in gut acht Stunden zu erreichen.
Das Immeuble les Frangipaniers ist ein zehngeschossiges, schmuckloses Büro- und Appartementgebäude.

## Aufgaben und Organisation
Die Botschaft Libreville hat den Auftrag, die bilateralen Beziehungen zum Gastland Gabun zu pflegen und die Bundesregierung über Entwicklungen im Gastland zu unterrichten. In der Botschaft werden die Sachgebiete Politik, Wirtschaft, Kultur und Bildung bearbeitet. Die Entwicklungszusammenarbeit beschränkt sich auf die Finanzierung von Kleinstprojekten (Obergrenze in der Regel 10.000 US-Dollar).
Die Botschaft erledigt keine konsularischen Dienstleistungen. Einen telefonischen Bereitschaftsdienst für konsularische Notfälle bietet die Botschaft Jaunde (Kamerun) jeweils bis Mitternacht an. Diese Auslandsvertretung gewährleistet auch die konsularische Betreuung deutscher Staatsangehöriger in Gabun und die Ausstellung von Visa für gabunische Staatsangehörige.
In São Tomé und Principe ist ein deutscher Honorarkonsul bestellt.

## Geschichte
Nachdem Gabun am 17. August 1960 von Frankreich unabhängig geworden war, wurde die Botschaft der Bundesrepublik Deutschland am 13. April 1962 eröffnet.
Die DDR und Gabun nahmen am 4. April 1974 diplomatische Beziehungen auf, die im Jahr 1990 mit dem Beitritt der DDR zur Bundesrepublik Deutschland endeten. Zu einem Austausch von Botschaftern kam es nicht.